# Anonymní objekt
Anonymní objekt je dynamický prvek, který se vkládá do zdrojového kódu, pokud z logiky věci vyplývá, že v kódu objekt chybí. Vkládání anonymních objektů umožňuje správnou interpretaci kódu i v případě, že je kód zapsán stručně, nepřesně. Vkládání anonymních objektů určuje u každého značkovacího, nebo programovacího jazyka řada pravidel. Anonymních objektů je tedy mnoho druhů.